# Dasychira psara
Dasychira psara är en fjärilsart som beskrevs av Collenette 1937. Dasychira psara ingår i släktet Dasychira och familjen tofsspinnare. Inga underarter finns listade i Catalogue of Life.